# 竇信
竇信（1484年—？年），字德孚，山西太原府代州振武卫（在今代县）軍籍。

## 生平
治《書經》，行二，由州學增廣生中式山西鄉試第六十三名舉人，年二十五歲中式正德三年（1508年）戊辰科會試第三百四十一名，第三甲第六十三名進士。初授行人司行人，八年（1513年）六月选授广东道御史，十年四月官员考察，以才力不及，降一级调外任。

## 家族
曾祖竇勝。祖父窦銘。父窦琮。母劉氏。重庆下，兄俊、弟儉、侃、儒。